# Шербанешти (Салатручел)
Шербанешти (рум. Șerbănești) насеље је у Румунији у округу Валча у општини Салатручел. Oпштина се налази на надморској висини од 582 m.

## Становништво
Према подацима из 2002. године у насељу је живело 591 становника, од којих су сви румунске националности.